# Cheryl Hines
Cheryl Ruth Hines (født 21. september 1965) er en amerikansk skuespiller, komiker, producer og instruktør, kendt for sin rolle som Larry Davids hustru Cheryl på HBO's Curb Your Enthusiasm, hvor hun blev nomineret til to Emmy Awards. Hun er i øjeblikket aktuel i hovedrollen som Dallas Royce på ABC's sitcom Suburgatory. I 2009 fik hun sin debut som instruktør med filmen Serious Moonlight.

## Filmografi
- A Bad Moms Christmas (2017)